# Rhinella truebae
Rhinella truebae es una especie de anfibio anuro de la familia Bufonidae.
Es un sapo endémico de Colombia, probablemente del sur del departamento de Antioquia. Solo se conoce un único espécimen de esta especie, del que además no se tiene certeza donde fue colectado. Por ello se desconoce prácticamente todo acerca de esta especie, pero se supone que se reproduce por desarrollo directo como otras especies de su grupo.